# Bătălia de la Hong Kong
Bătălia de la Hong Kong (8-25 decembrie 1941), cunoscută și sub numele de Apărarea Hong Kong-ului sau Căderea Hong Kong-ului, a fost una dintre primele bătălii din Războiul din Pacific din Al Doilea Război Mondial. În aceeași dimineață a zilei de duminică 7 decembrie când a avut loc atacul de la Pearl Harbor, forțele Imperiului Japonez au atacat colonia coroanei britanice din Hong Kong, fără a declara război Imperiului Britanic. Garnizoana din Hong Kong era formată din unități britanice, indiene și canadiene, de asemenea, unitățile auxiliare de apărare și Corpul de apărare voluntari din Hong Kong (HKVDC), în total 14.564 de militari. Japonezii au desfășurat 29.700 de militari și au avut superioritate aeriană și maritimă.
În decurs de o săptămână, apărătorii au abandonat 2 din cele 3 teritorii ale Hong Kong-ului (Kowloon și Noile Teritorii) de pe continent, iar la mai puțin de două săptămâni mai târziu, cu ultimul lor teritoriu nesustenabil, colonia s-a predat.